# Bakel (Brabant-Septentrional)
Pour les articles homonymes, voir Bakel.
Bakel est un village situé dans la commune néerlandaise de Gemert-Bakel, dans la province du Brabant-Septentrional. Le 1er janvier 2010, le village comptait 5 516 habitants.

## Histoire
En 721, Saint Willibrord y fait ériger une église dédiée à son ami Saint-Lambert. 
Bakel a été le chef-lieu de la commune de Bakel en Milheeze, qui s'est appelé Bakel jusqu'au 8 mai 1819.